# Philodendron tenue
Philodendron tenue är en kallaväxtart som beskrevs av Karl Heinrich Koch och Augustin. Philodendron tenue ingår i släktet Philodendron och familjen kallaväxter. Inga underarter finns listade.